# Alan A. Freeman
Alan A. Freeman (Londen, 28 september 1920 - Surrey, 15 maart 1985) was een Britse muziekproducent.

## Carrière
De grootste bekendheid kreeg Freeman wel daardoor, dat hij van 1949 tot 1963 de producent was van Petula Clark, totdat Tony Hatch de rol van hem overnam. Hatch maakte Petula Clark weliswaar bekend, maar het was Freeman, die haar muzikale carrière had aangemoedigd op 17-jarige leeftijd.
Freemans droom was het altijd geweest om een eigen platenlabel te bezitten en eigen platen uit te geven. In 1949 werkte hij als vertegenwoordiger voor de muziekuitgeverij van Eddie Kazner, totdat hij een beetje geld erfde en dus kon beginnen om zijn droom te verwezenlijken. Zijn vriend Joe Henderson kende de jonge Petula Clark, wiens vader Leslie haar graag zou zien in een platencarrière. Henderson bracht Freeman in contact met Leslie Clark, die daarop investeerde in het nieuwe label.
Het label Polygon Records was Freemans dappere poging, een voet in de Britse platenmarkt te krijgen in een tijd, dat deze werd beheerst door labels als Decca Records en His Master's Voice. De eerste opnamen werden dan in feite ook gemaakt voor de Australische markt, waar Freeman contacten had en hij eerst een beetje wilde oefenen.
Tot 1950 kreeg hij Polygon op gang en tijdens de vijf jaar, dat het label bestond, werden meer dan 180 platen gemaakt, die allen werden geproduceerd door Freeman. Vijftig titels waren van Petula Clark. In 1955 werd het tijd voor een keerpunt. Het label had weliswaar kleine successen te vermelden, waaronder zelfs enkele hits, waaronder The Little Shoemaker (#7) van Petula Clark, maar de grote doorbraak liet nog steeds op zich wachten. 
Freeman werd door de Nieuw-Zeelandse zakenman Hilton Nixon gecontacteerd, die eenzelfde droom had. Hilton had Nixa Records opgericht, maar had problemen met de distributie en verkocht een deel van zijn firma aan Pye Radio. Onder de naam Pye Nixa Records werd Polygon verenigd met Nixa. Freeman produceerde verder platen, maar moest wel de verantwoording met anderen delen. In 1959 werd de labelnaam gewijzigd naar Pye Records.
Clark nam altijd nog platen op voor Pye Records, maar had echter sinds 1958 geen hit meer gehad. Freeman vond echter een song, die haar carrière in het Verenigd Koninkrijk weer op gang bracht: het lied Seemann van Werner Scharfenberger en Fini Busch, waarmee Lolita in Duitsland en in de rest van Europa een superhit had. Norman Newell schreef onder het pseudoniem David West een Engelstalige versie van het nummer Sailor, waarmee Petula Clark haar eerste nummer 1-hit scoorde in het Verenigd Koninkrijk in februari 1961.
Clarks platen werden daarna geproduceerd door Tony Hatch en ze begon met Sailor een wereld-carrière met elk twee verschillende nummer 1-hits in het Verenigd Koninkrijk en de Verenigde Staten. De man die het haar had mogelijk gemaakt, voor de eerste keer platen op te nemen, had ze echter nooit vergeten en ze belde hem op het eind van de jaren 1970 zelfs vanuit Australië om hem te feliciteren met zijn 50e verjaardag.

## Overlijden
Alan A. Freeman overleed in 1985 op 64-jarige leeftijd.